# 日清GoFan
日清GoFan（にっしんゴーハン）は、2009年（平成21年）に日清食品が発売した加工米飯。カップヌードルごはんの前身で、カップ入りの飯を電子レンジで加熱調理する商品である。

## 概要
日本は電子レンジの世帯普及率が100パーセントに近く、有する調理器具は電子レンジだけで、温かい飲み物を飲むために火で湯を沸かさない若年層も見られる。単身世帯で電子レンジは炊飯器よりも普及し、飯を炊飯器で炊く固定観念が崩れつつあることが、電子レンジ調理による加工米飯の開発のヒントとなった。
日清のカップ入り加工米飯は1975年（昭和50年）に発売したカップライスがあり、チキンラーメンやカップヌードルの瞬間油熱乾燥法と同様に炊いた飯を油で揚げて製造した。GoFanは、油を用いず米を高温・高速の熱風で膨化させてポン菓子様のパフライスとする新技術「膨化乾燥技術」を用いた。
発売時の商品構成は「五目チャーハン」 「トマトが香るチキンライス」 「スパイシージャンバラヤ」の3種で、のちに「シーフードパエリア」が加え、売価はいずれも270円とした。米をスープで炊き込んで作るため、米の一粒一粒にしっかり味が染み込んでいるとして、商談で高く評価された。
当時の電子レンジ食品の市場は年間56億円で、年間3900億円に上るカップ麺市場に比べれば絶対的に小さかった。即席食品は湯で調理するカップ麺の固定観念でレンジ調理に不慣れな消費者が多く、GoFanは市場拡大に至らなかった。カップヌードルの味や容器のデザインを取り入れてカップ麺市場の消費者を加工米飯の市場へ引き込むことを発想し、2010年（平成22年）にカップヌードルごはんを発売して成功した。「膨化乾燥技術」は、カップヌードルごはんも引き継いでいる。
カップヌードルごはんが成功して、一部地域でGoFanに興味を持つ消費者が増え、GoFanの売れ行き増加も見られる。2012年（平成24年）にGoFanブランドの3品を刷新して発売する。